# Trigonostemon elegantissimus
Trigonostemon elegantissimus är en törelväxtart som beskrevs av Airy Shaw. Trigonostemon elegantissimus ingår i släktet Trigonostemon och familjen törelväxter. Inga underarter finns listade i Catalogue of Life.